# Дрюцково
Дрюцково — деревня в Бежецком районе Тверской области, входит в состав Лаптихинского сельского поселения. 

## География
Деревня находится на автодороге 28К-0058 Тверь — Устюжна в 9 км на юго-запад от центра поселения деревни Лаптиха и в 21 км на юго-запад от районного центра Бежецка.

## История
В селе существовало две церкви: деревянная Смоленская кладбищенская церковь, возобновленная в 1646 году, и построенная в 1786 году деревянная Богородицерождественская церковь с 3 престолами.
В конце XIX — начале XX века село входило в состав Скорыневской волости Бежецкого уезда Тверской губернии. 
С 1929 года деревня входила в состав Скорыневского сельсовета Бежецкого района Бежецкого округа Московской области, с 1935 года — в составе Калининской области, с 1954 года — в составе Сырцевского сельсовета, с 2005 года — в составе Лаптихинского сельского поселения.

## Население
| 1859 | 1887 | 2008 | 2010 |
| ---- | ---- | ---- | ---- |
| 230  | ↗357 | ↘73  | ↘55  |

## Достопримечательности
В деревне расположена полуразрушенная деревянная Церковь Рождества Пресвятой Богородицы (1786).